# Armenian PowerSpell
Armenian PowerSpell — электронный корректор для текстов на современном армянском языке, используемом на территории Республики Армения. Осуществляет проверку орфографии, грамматики, пунктуации, сленга и некоторых смысловых ошибок, специфичных для текстов на армянском языке.
Программа получила широкое распространение на территории Республики Армения и среди армянской диаспоры, которая использует современный армянский язык. На сегодняшний день Armenian PowerSpell используется практически всеми государственными и многими образовательными учреждениями Республики Армения.

## Особенности
Согласно описанию в обзорной статье на сайте разработчика, продукт разработан специально для реалий современной Армении с учётом многих иностранных слов, получивших распространение в армянском языке в советский и постсоветский периоды. Особенность программы в том, что она может проверять ошибки, специфичные для людей с русским образованием, и адаптирована на параллельное обучение пользователя армянскому языку, в частности, программа способна переводить текст с использованием армянского сленга в его литературный формат, а также выводить на экран обучающие подсказки.
Многие иноязычные слова, употребляемые в армянских текстах, формально не существуют в армянском языке, из-за чего не имеют строгих правил написания, однако широкое распространение продукта позволило стандартизировать написание многих терминов и иноязычных слов.

## Возможности
Armenian PowerSpell 2011 имеет следующие возможности:
- Проверка орфографии, на основе базового словаря в 850,000 слов
- Проверка около 7 миллионов словоформ и связок слов.
- Проверка грамматики и пунктуации с выводом обучающих подсказок
- Проверка сленга с возможностью перевода в литературный формат
- Проверка иноязычных слов и терминов
- Проверка неправильных склонений корректно составленных слов (специфичных для армянского языка)
- Проверка слов с двойным смыслом на корректное употребление
- Ограниченный анализ предложений на возможность пропущенного слова.

## Совместимость
Armenian PowerSpell 2011 поддерживается для платформы Microsoft Windows и интегрируется во все версии Microsoft Office 2000—2010, первоначальные версии работали только в Microsoft Word.

## История
Первоначальные версии продукта назывались Armenian Orfo (ArmOrfo)
- 2000 — Armenian Orfo (ArmOrfo) 2000 (проверка орфографии на базе словаря содержащего 130,000 слов)[10]
- 2005 — Armenian PowerSpell 2005 (проверка орфографии на базе словаря содержащего 200,000 слов)[10]
- 2009 — Armenian PowerSpell 2009 (проверка орфографии, грамматики, а также иноязычных слов на базе словаря содержащего 570,000 слов)[8]
- 2010 — Armenian PowerSpell 2011 (на базе словаря содержащего 850,000 слов)[11]

## Критика
Версия Armenian PowerSpell 2009 подверглась резкой критике за высокую цену, между тем, критики признавали, что программа является наиболее полноценным решением для проверки армянских текстов. С этим мнением не согласны дистрибьюторы, утверждающие, что цена (24 доллара США в год, включая ежегодные обновления) является доступной для населения Армении. Правильность ценовой политики подтверждается широким распространеним программы.

## Известные проблемы
Согласно описанию, приведенному на сайте компании, программа устанавливает макрос для Microsoft Office, и в случае если уровень защиты высок, то программа не устанавливается корректно.

## Борьба с пиратством
Пиратское распространение продукта привело к параличу его развития, деятельность по разработке продукта была остановлена вплоть до 2005 года. Новые реалии Армении позволяют бороться с пиратством через судебные инстанции, закон об авторском праве стал лучше соблюдаться, в частности, после открытия представительства Майкрософт в Армении.